# Сотимка
Сотимка — река в России, протекает в Ярославской области. Устье реки находится в 6,8 км по левому берегу реки Тошмы. Длина реки — 16 км, площадь её водосборного бассейна — 45,3 км².

## Данные водного реестра
По данным государственного водного реестра России относится к Окскому бассейновому округу, водохозяйственный участок реки — Нерль от истока и до устья, речной подбассейн реки — бассейны притоков Оки от Мокши до впадения в Волгу. Речной бассейн реки — Ока.
По данным геоинформационной системы водохозяйственного районирования территории РФ, подготовленной Федеральным агентством водных ресурсов:
- Код водного объекта в государственном водном реестре — 09010300812110000032272
- Код по гидрологической изученности (ГИ) — 110003227
- Код бассейна — 09.01.03.008
- Номер тома по ГИ — 10
- Выпуск по ГИ — 0